# Alhambra Theatre
L'Alhambra Theatre fu un popolare teatro di music hall situato sul lato orientale di Leicester Square nel West End di Londra.

## Storia
Venne originariamente costruito come The Royal Panopticon of Science and Arts ed inaugurato il 18 marzo 1854. Venne poi chiuso dopo due anni e riaperto come The Alhambra. L'edificio venne poi demolito nel 1936 ed il nome venne trasferito ad altri teatri britannici ubicati in altri luoghi, come ad esempio, al Bradford Alhambra di Bradford, all'Alhambra di Kingston upon Hull e all'Alhambra Theatre di Glasgow. Il nome deriva dallo splendido palazzo moresco dell'Alhambra di Granada.